# Luce Fontaine
 (juin 2017).
Si vous disposez d'ouvrages ou d'articles de référence ou si vous connaissez des sites web de qualité traitant du thème abordé ici, merci de compléter l'article en donnant les références utiles à sa vérifiabilité et en les liant à la section « Notes et références ».
Luce Fontaine (28 juin 1961 à Bedford dans la province de Québec au Canada) est une écrivaine québécoise de la région touristique des Cantons-de-l'Est.

## Biographie
Elle étudie au Cégep de Saint-Jean-sur-Richelieu en sciences humaines. Son diplôme en poche, elle s'inscrit à l'Université de Sherbrooke, où elle obtient un baccalauréat à la formation des maîtres en 1985.
Elle habite à Saint-Armand où elle travaille pendant plus de 25 ans comme enseignante au niveau primaire et préscolaire. Elle enseigne également au niveau collégial au Cégep de Granby. Elle consacre aussi du temps à la gestion d’un gîte touristique, Le Domaine Fonberg B&B, et elle travaille dans l’entreprise de son mari, La Plantation des Frontières.
En 2009, victime d’un grave accident d’équitation, elle se concentre sur une passion de son enfance enfouie et quasi oubliée : la passion de l'écriture. Elle se lance dans l’écriture de romans pour la jeunesse. Tout d’abord, elle écrit Lizzy d’Armoirie et la légende du médaillon, puis Lizzy d’Armoirie la rébellion gronde, publiés aux éditions Bouton d'or Acadie.
Dans les derniers mois, dans son auberge de campagne, Luce Fontaine écrit des romans policiers pour adultes.

### Romans

#### Roman policier pour adultes
- Mortelle destinée, Éditions ROD, France, 2017,  (ISBN 979-10-93467-69-6)

#### Romans pour la jeunesse, littérature jeunesse
- Le Projet Conception, Éditions du Tullinois, Canada, 2018,  (ISBN 978-2-9241-6958-2)

La série Mélo!
- Au galop Mélo!, Guérin éditeur ltée, Canada, 2012,  (ISBN 978-2-7601-7272-2 et 978-2-7601-7393-4) (E-Pub)
- Accroche-toi Mélo!, Guérin éditeur ltée, Canada, 2012,  (ISBN 978-2-7601-7339-2 et 978-2-7601-7394-1) (E-Pub)
- Au secours Mélo!, Guérin éditeur ltée, Canada, 2012,  (ISBN 978-2-7601-7352-1 et 978-2-7601-7395-8) (E-Pub)
- Défends-toi Mélo!, Guérin éditeur ltée, Canada, 2012,  (ISBN 978-2-7601-7369-9 et 978-2-7601-7396-5) (E-Pub)
- Courage Mélo!, Guérin éditeur ltée, Canada, 2013,  (ISBN 978-2-7601-7387-3 et 978-2-7601-7397-2) (E-Pub)
- La série Mélo! Activités pédagogiques, Guérin éditeur ltée, Canada, 2014,  (ISBN 978-2-7601-7503-7)
- La collection Mélo!, Guérin éditeur ltée, Canada, 2014

La série Max Mallette
- Max Mallette le secret du mont Pinacle, Guérin éditeur ltée, Canada, 2012,  (ISBN 978-2-7601-7273-9 et 978-2-7601-7398-9) (E-Pub)
- Max Mallette le secret d’oncle Edgar, Guérin éditeur ltée, Canada, 2013,  (ISBN 978-2-7601-7370-5 et 978-2-7601-7399-6) (E-Pub)
- Max Mallette Le secret du Santa Rosa, Guérin éditeur ltée, Canada, 2013,  (ISBN 978-2-7601-7405-4 et 978-2-7601-7406-1) (E-Pub)
- Max Mallette Le secret de L’Inukshuk, Guérin éditeur ltée, Canada, 2015,  (ISBN 978-2-7601-7517-4 et 978-2-7601-7434-4) (E-pub)
- Max Mallette Le secret du musée, Guérin éditeur ltée, Canada, 2015,  (ISBN 978-2-7601-7515-0 et 978-2-7601- 7516-7) (E-Pub)
- La série Max Mallette Activités pédagogiques, Guérin éditeur ltée, Canada, 2016,  (ISBN 978-2-7601-7529-7)
- La collection Max Mallette, Guérin éditeur ltée, Pays Canada, 2016,  (ISBN 978-2-7601-7587-7)

La série Lizzy d’Armoirie
- Lizzy d’Armoirie et la légende du médaillon, Bouton d’or Acadie, Nouveau-Brunswick, Canada, 2012,  (ISBN 978-2-89682-001-6, 978-2-89682-703-9 et 978-2-89682-353-6) (PDF)
- Lizzy d’Armoirie tome 2 La rébellion gronde, Bouton d’or Acadie, Canada, 2014,  (ISBN 978-2-89682-037-5 et 978-2-89682-039-9) (E-Pub)

Éditions Marie-LuceED 46385
- Souris - Math Activités d’éveil aux mathématiques, Éditions Marie-Luce, Canada, 2000,  (ISBN 2-9806805-0-8)

Cahiers de ressources pédagogiques électroniques ; Mes découvertes
- La vache et la coccinelle, cahier d’activités, Géniepublication.com, Lévis, Canada, 2012
- Les peurs et la grenouille, cahier d’activités, Géniepublication.com, Lévis, Canada, 2012
- La météo, cahier d’activités, Géniepublication.com, Lévis, Canada, 2012
- Souris - Math maternelle, cahier d’activités, Géniepublication.com, Lévis, Canada, 2012
- Souris - Math 1re année, cahier d’activités, Géniepublication.com, Lévis, Canada, 2012

## Récompenses et distinctions
L’auteure a remporté en 2014, le Prix Éloizes pour l’Artiste de l’Acadie du Québec avec son premier roman, Lizzy d’Armoirie et la légende du médaillon (2012). Sous la supervision de l'éditrice Madame Marguerite Maillet et l'illustration de la couverture réalisée par Madame Denise Paquette. L’histoire est bien construite et plaira aux jeunes de 10 à 12 ans selon, David Lonergan.
En 2016, elle est finaliste pour le Prix de la nouvelle Pauline Gill.